# المطار - مبنى رقم 3 (مترو دبي)
محطة المطار - مبنى رقم 3 (بالإنجليزية: Airport Terminal 3 station)‏؛ هي محطة نقل سريع على الخط الأحمر لشبكة مترو دبي التي تخدم دبي في الإمارات العربية المتحدة، ومنها يمكن الوصول مباشرة إلى محطة إكسبو حيث موقع إكسبو 2020 أو إلى محطة جبل علي الانتقالية التي تنتهي في محطة مركز الإمارات العربية المتحدة للصرافة.